# Maduro & Curiel's Bank
De Maduro & Curiel's Bank (MCB) is een particuliere Nederlands-Caribische bank en financiële dienstverlener met het hoofdkantoor in Willemstad, Curaçao. De bank is in 1916 opgericht door Joseph Alvarez-Correa en de familie Levy-Maduro, vooraanstaande Joodse bankfamilies. MCB is met 31 vestigingen in Curaçao, Aruba, Bonaire, Sint Maarten en Sint Eustatius de grootste commerciële bank in het Caribisch deel van het Koninkrijk der Nederlanden. Hij is gespecialiseerd in verzekeringsmakelaardij, beleggingsfondsen, private banking en bedrijfsbeheerdiensten.

## Geschiedenis
Vanaf 1893 leidde de afwezigheid van munten en bankbiljetten op Curaçao ertoe dat SEL Maduro & Sons tot de invoering van de Muntwet van 1901 geldcoupons uitgaf. Lange tijd werd dit 'Maduro-geld' op de ABC-eilanden als betaling geaccepteerd. Tegen het begin van de twintigste eeuw leidde de toenemende industrialisatie na de ontdekking van olie in het nabijgelegen Venezuela en de opening van het Panamakanaal tot een vraag naar moderne bankdiensten.
Op 16 december 1916, na een mislukte poging de Centrale Bank van Curaçao over te nemen, richtte de lokale financier Joseph Alvarez-Correa met de financiële steun van SEL Maduro & Sons, Maduro's Bank op, de eerste commerciële bank van het eiland. In 1932 fuseerde Curiel's Bank, opgericht door leden van de familie Curiel en voortgekomen uit de succesvolle bankafdeling van Morris E. Curiel & Sons, met Maduro's Bank tot MCB.
De bank wordt beschouwd als de eerste die in de jaren voorafgaand aan de Tweede Wereldoorlog krediet heeft verstrekt aan Oost-Europese Joden die op de vlucht waren voor vervolging.
Sinds 1970 is MCB aangesloten bij de Bank of Nova Scotia.

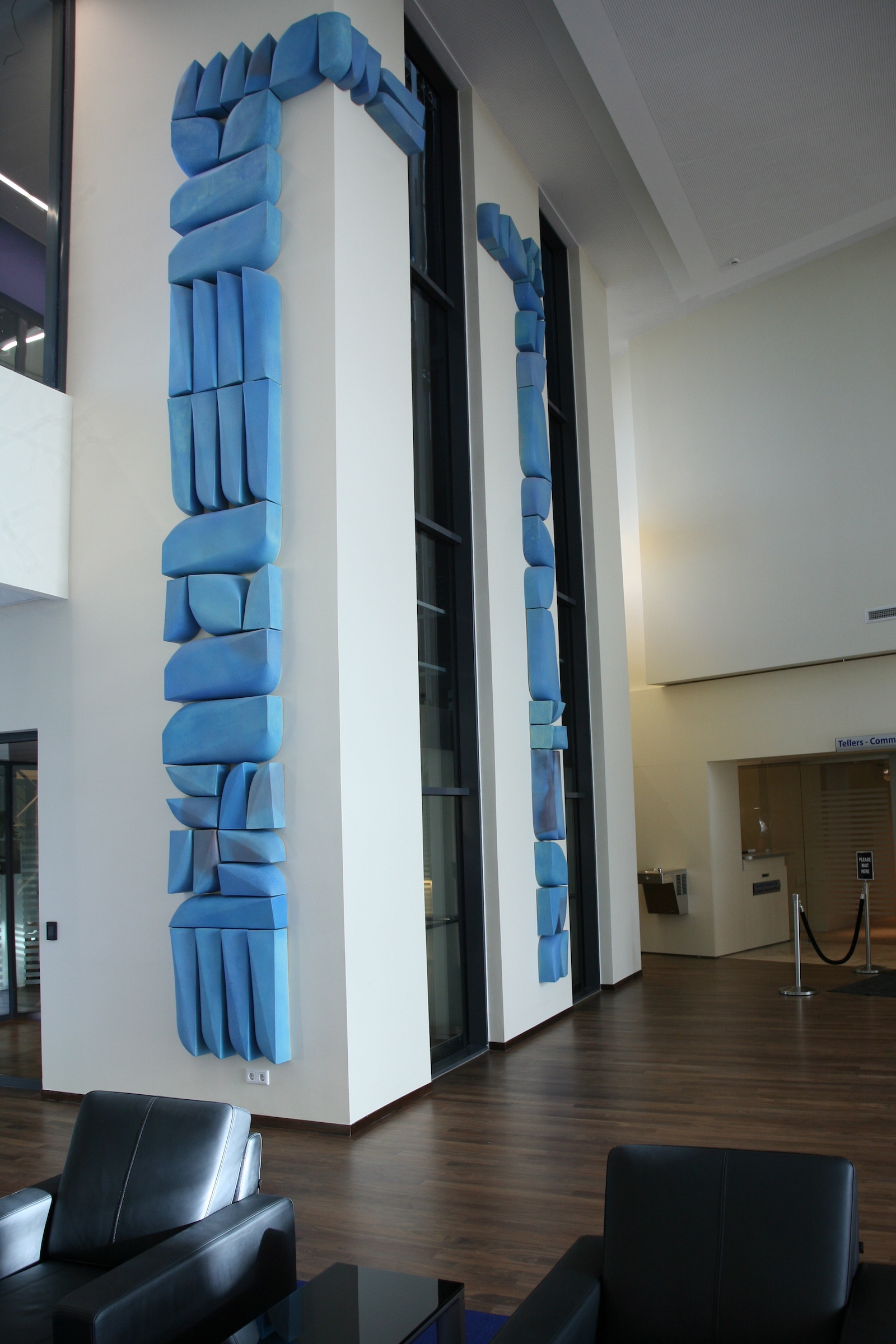
Muurreliëf van Ellen Spijkstra in de hal

In 2012 betrok de bank het Lio Capriles Banking Center te Rooi Catootje, ontworpen door architect Mike Koch. Blikvanger in de hal is een monumentaal blauw muurreliëf rond de lift, van de hand van Ellen Spijkstra.

## Maduro & Curiel's groep
De MCB Groep bestaat uit vijftien bedrijven die actief zijn in de lokale en internationale markten van Curaçao, Aruba, Sint Maarten, Bonaire en Sint Eustatius:
- Maduro & Curiel's Bank NV
- Caribbean Mercantile Bank N.V. en dochterondernemingen
- The Windward Islands Bank Ltd.
- Maduro & Curiel’s Bank (Bonaire) N.V. en dochteronderneming
- Maduro & Curiel’s Insurance Services N.V.
- MCB Risk Insurance N.V.
- MCB Group Insurance N.V.
- MCB Securities Holding B.V.
- MCB Securities Administration N.V.
- Progress N.V.